# Chromatomyia farfarella
Chromatomyia farfarella är en tvåvingeart som beskrevs av Friedrich Georg Hendel 1935. Chromatomyia farfarella ingår i släktet Chromatomyia och familjen minerarflugor. Arten är reproducerande i Sverige. Inga underarter finns listade i Catalogue of Life.